# Nikolai Kusmitsch Klykow (Biathlet)
Nikolai Kusmitsch Klykow ist ein ehemaliger russischer Biathlet.
Nikolai Klykow erreichte seinen größten internationalen Erfolg, als er bei den erstmals durchgeführten Biathlon-Europameisterschaften 1994 in Kontiolahti teilnahm und an der Seite von Pawel Muslimow, Pawel Wawilow und Eduard Rjabow den ersten Staffeltitel der Geschichte der Europameisterschaften gewann.